# La musica del silenzio
La musica del silenzio è un film del 2017 diretto da Michael Radford, tratto dall'omonimo romanzo scritto dal tenore Andrea Bocelli e liberamente ispirato alla sua vita dall'infanzia fino all'inizio della sua grande carriera. Bocelli è interpretato dall'attore Toby Sebastian con l'alter ego di Amos Bardi. Il tenore italiano compare fisicamente in una scena del film e la sua presenza accompagna l'intera durata della pellicola sotto forma di voce narrante.

## Trama
Amos Bardi (alter ego di Andrea Bocelli) nasce con il dono di una voce che, già da bambino, si rivela molto particolare e degna di nota. Nello stesso tempo, però, soffre di un glaucoma congenito che preannuncia l'inizio della malattia che lo porterà progressivamente alla cecità. Tale malattia lo costringe dapprima ad affrontare un calvario di interventi chirurgici, fino a entrare in un istituto per non vedenti e imparare strumenti di vita quotidiana come l'alfabeto Braille. Un giorno, in seguito a una pallonata che lo colpisce alla testa, Amos diventa completamente cieco. nonostante questo problema, il ragazzo non si arrende, in quanto la musica e il canto sono un tutt'uno con la sua vita. Dopo gli inizi difficili e le delusioni personali, grazie al sostegno di amici, familiari e del maestro di canto la sua carriera conoscerà il successo internazionale, a partire dalla consacrazione sul palco insieme con Zucchero Fornaciari dove interpreta Miserere.

## Distribuzione
Il film è stato distribuito nelle sale cinematografiche italiane da QMI Stardust il 18, 19 e 20 settembre 2017.